# Grammy Latino de Melhor Álbum de Música Sertaneja
O Grammy Latino de Melhor Álbum de Música Sertaneja foi entregue 2000 a 2003, após seis anos sem indicações este prêmio ele voltou em 2009. O prêmio é entregue para os artistas — solo, duplas ou performances em grupo. Com três prêmios conquistados, Sérgio Reis é o maior vencedor desta categoria.

## Vencedores e indicados
| Ano                                                | Artista                       | Obra                              | Indicados | Ref.           |
| Década de 2000                                     | Década de 2000                | Década de 2000                    | Década de 2000 | Década de 2000 |
| -------------------------------------------------- | ----------------------------- | --------------------------------- | --- | -------------- |

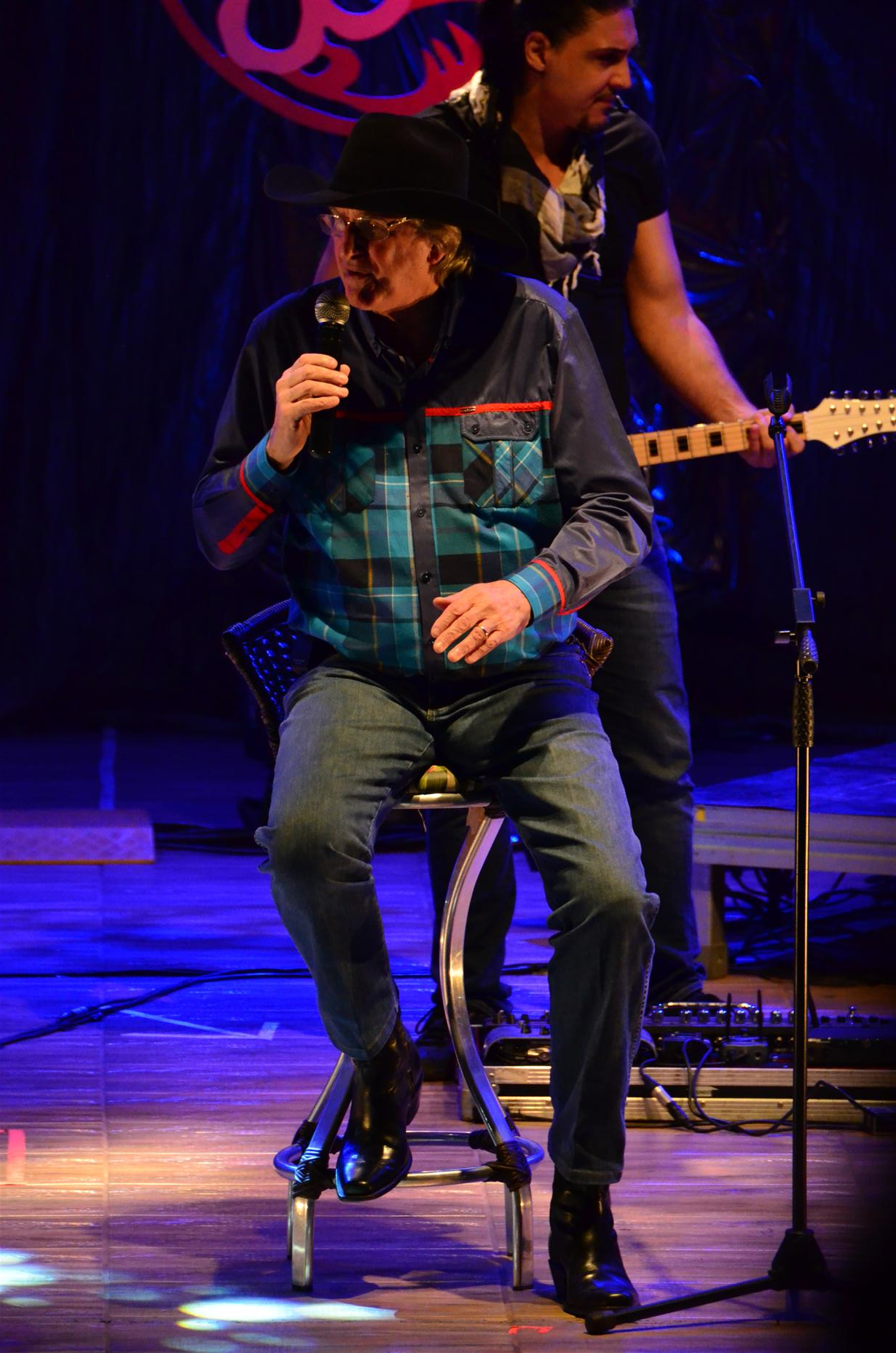
Sérgio Reis, o primeiro e maior vencedor da categoria com 4 prêmios conquistados.

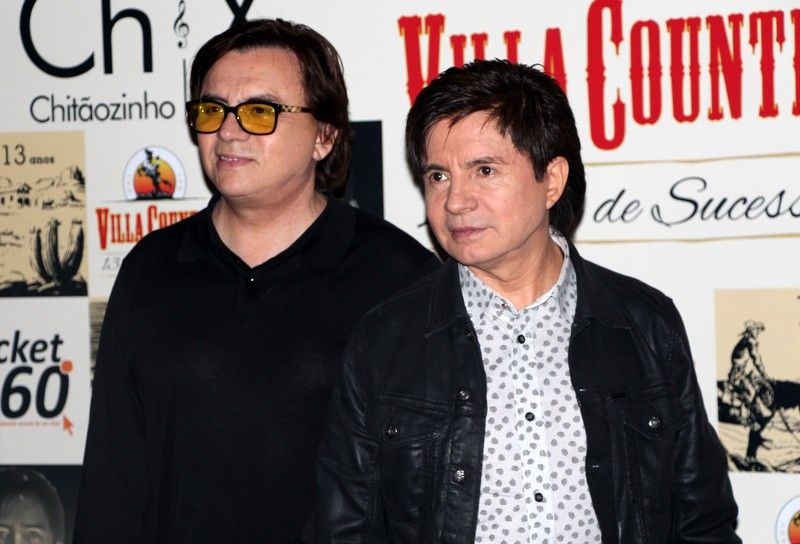
Empatado com Sérgio Reis, a dupla Chitãozinho & Xororó também possui 4 vitórias.

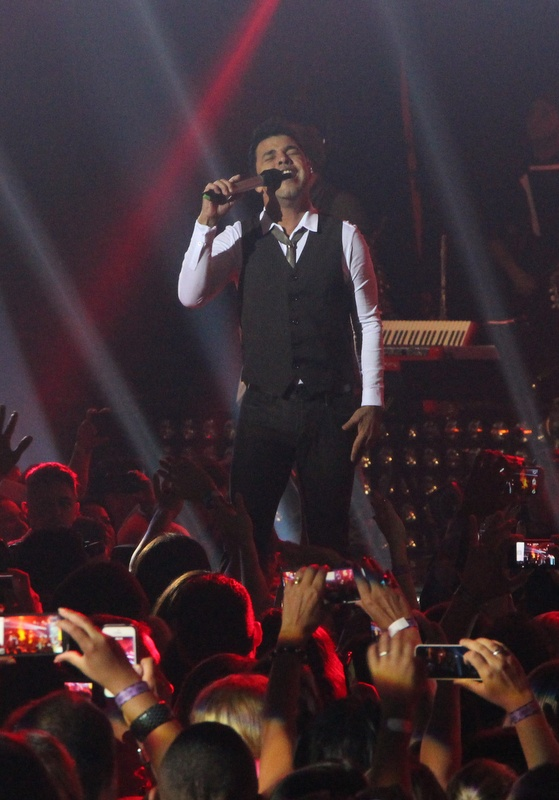
Zezé Di Camargo & Luciano possui 3 indicações e 2 vitórias na categoria.

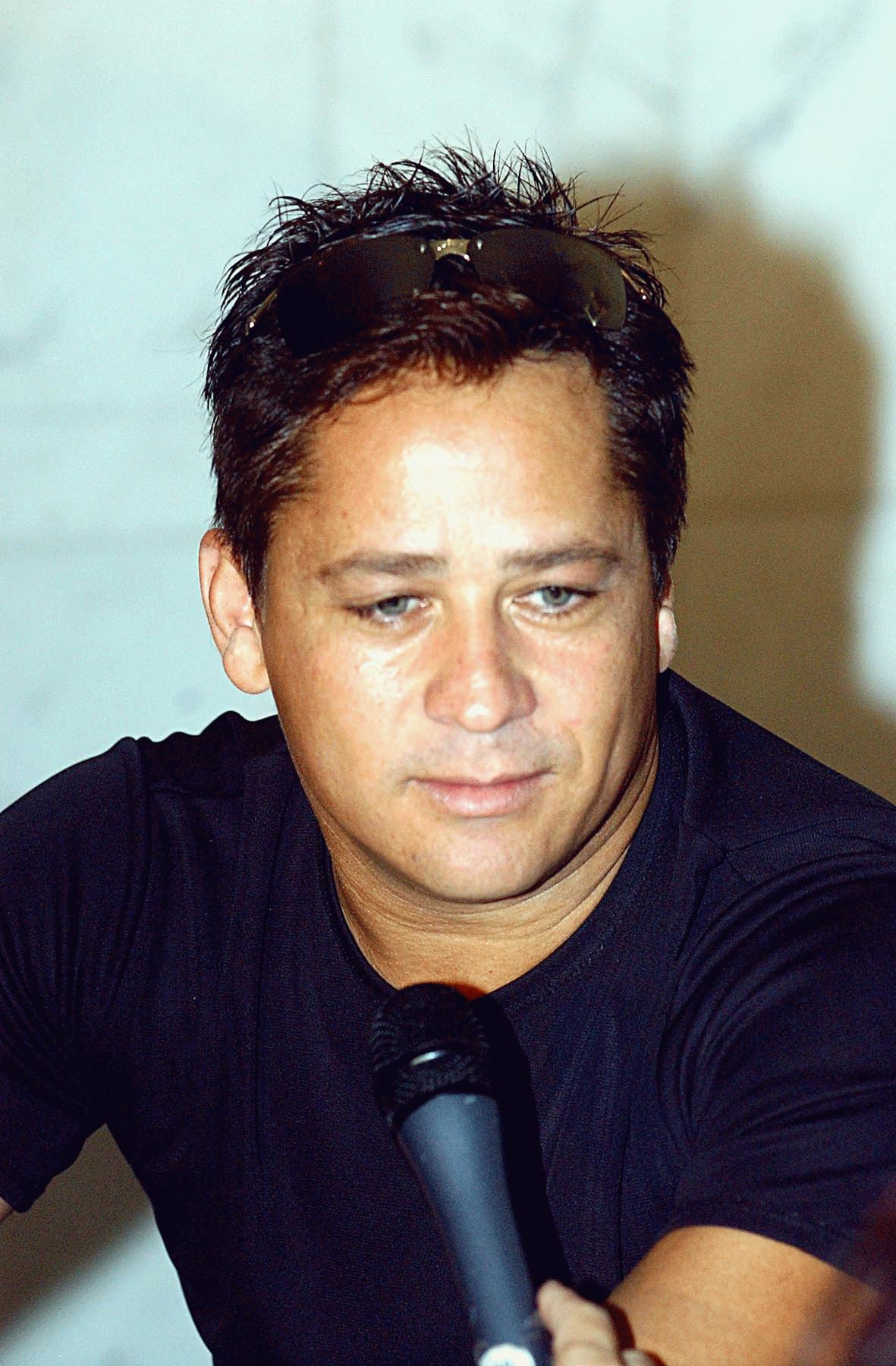
Leonardo é o artista mais indicado na categoria, com 6 indicações.

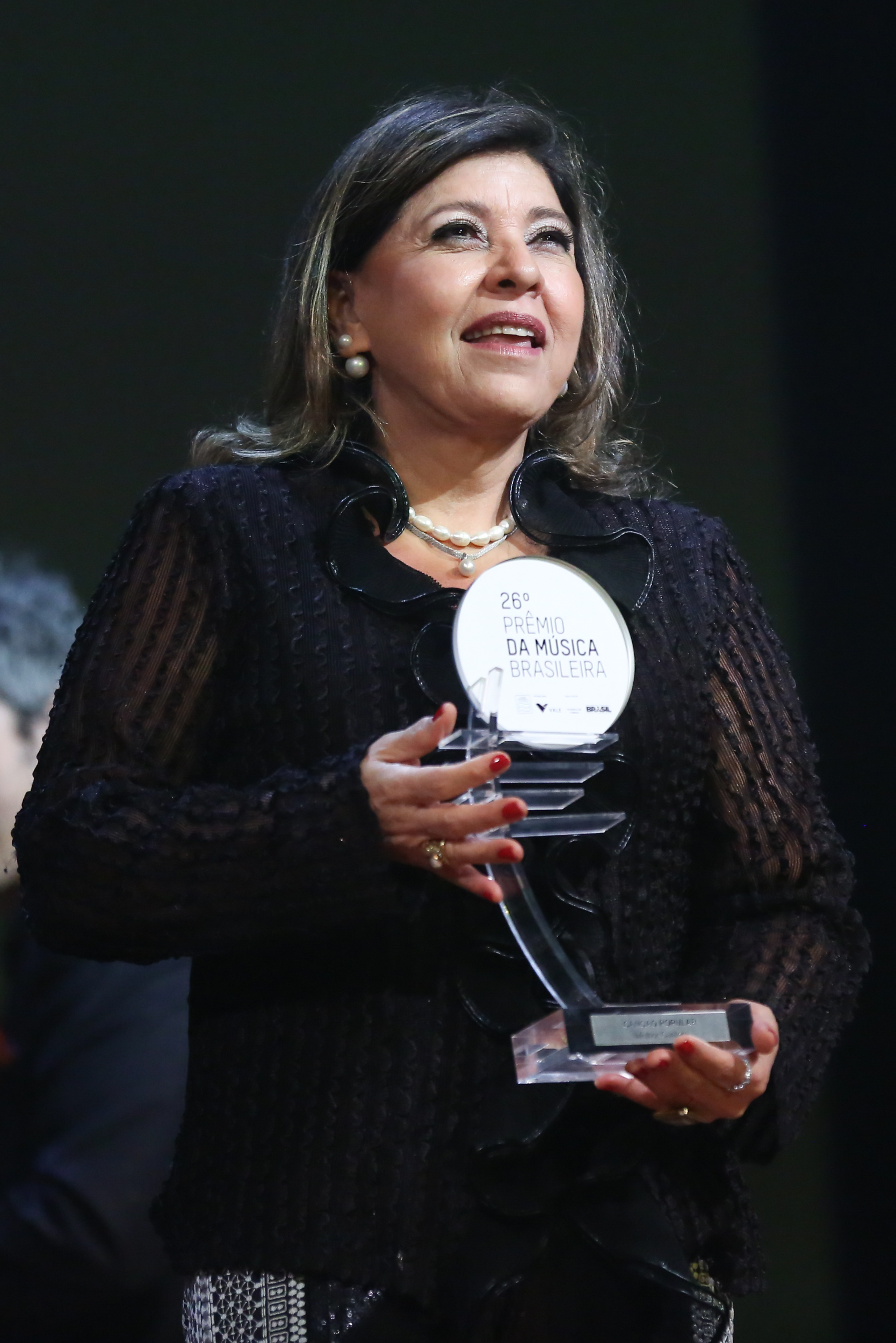
Roberta Miranda possui 3 indicações na categoria.

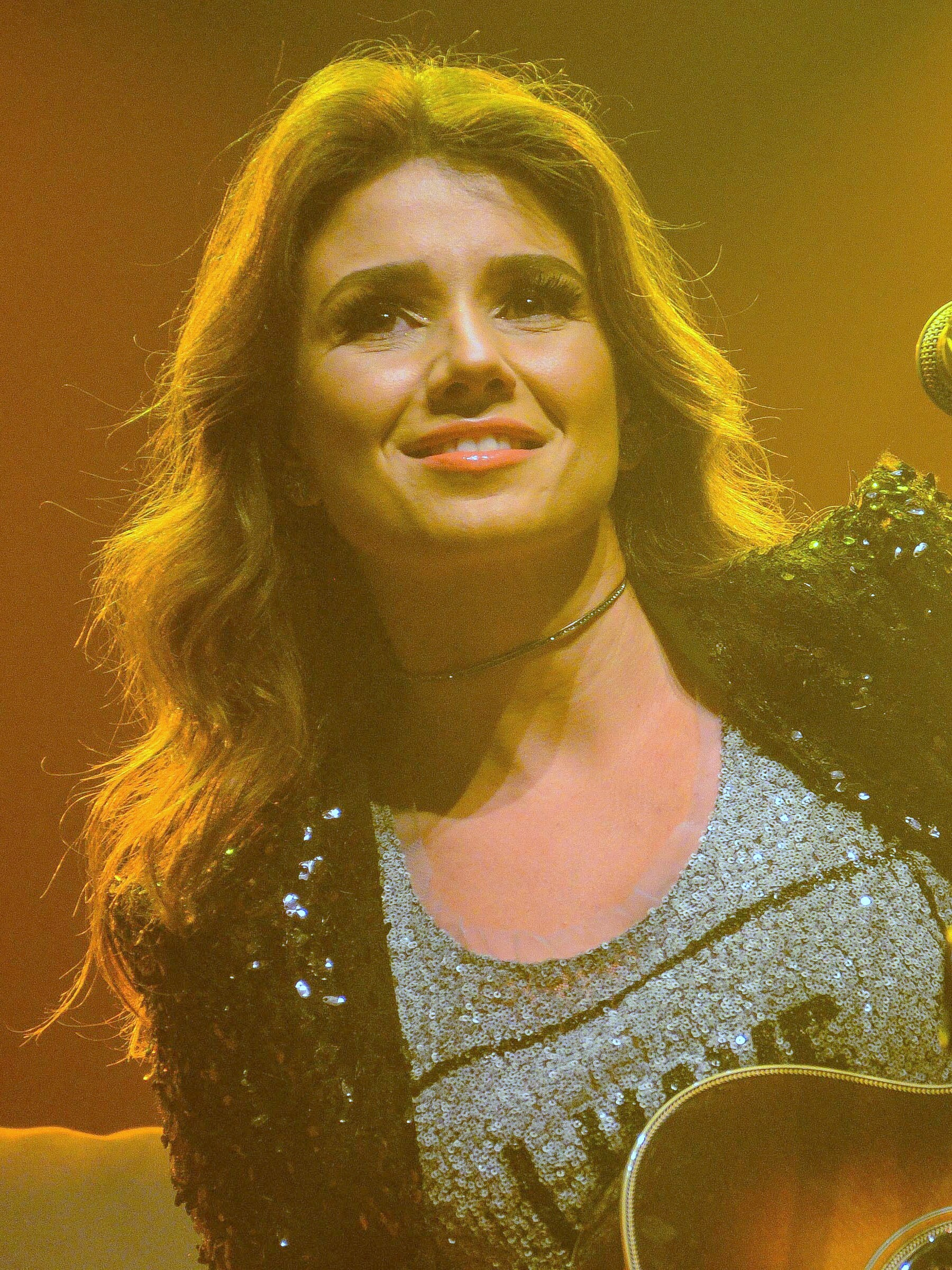
Paula Fernandes possui 2 vitórias e 6 indicações. Sendo a primeira artista feminina a vencer.

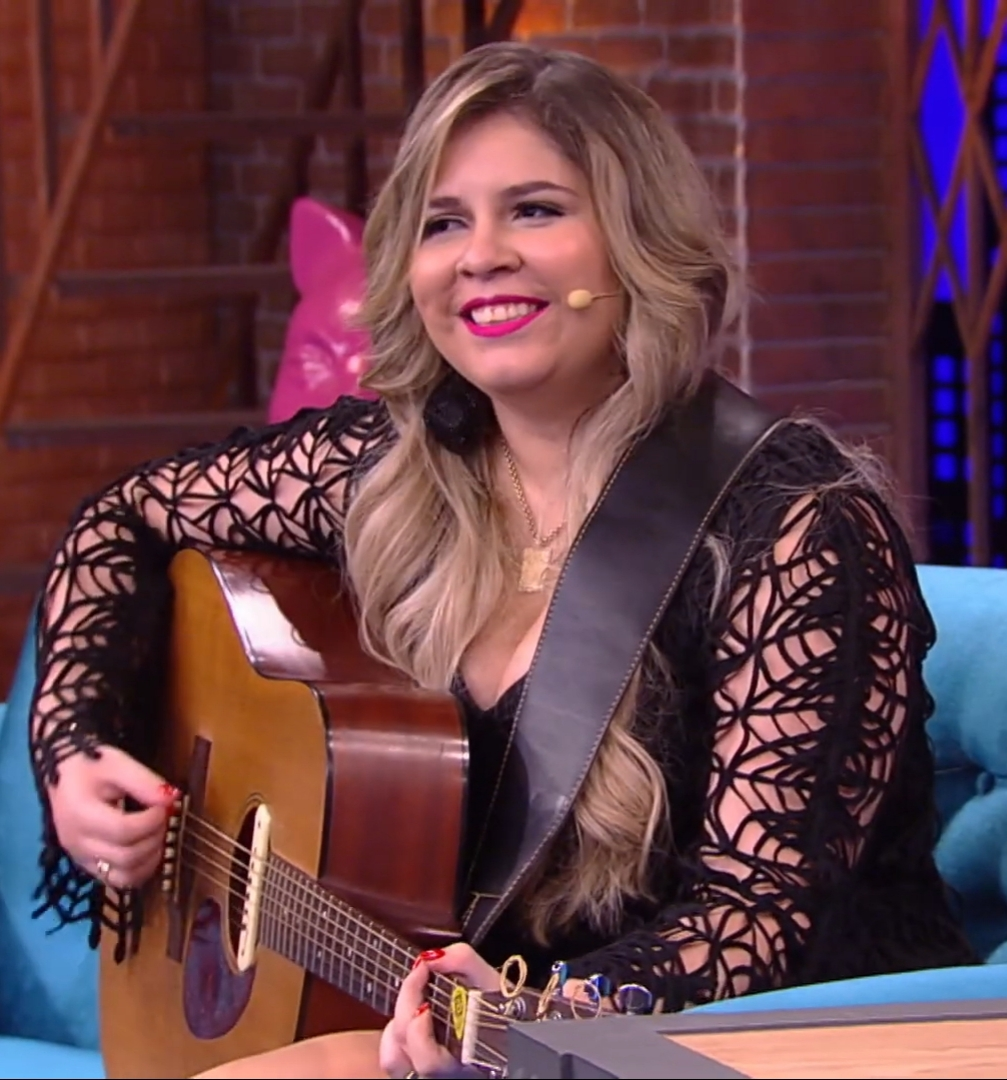
Marília Mendonça possui 2 vitórias, sendo uma pôstuma.

| 2000                                               | Sérgio Reis                   | Sérgio Reis e Convidados          | - Zezé Di Camargo & Luciano - Zezé Di Camargo & Luciano - Leonardo - Tempo - Roberta Miranda - Ao Vivo - A Majestade, o Sabiá - Wilson & Soraia - Nada Foi em Vão                                                                               |                |
| 2001                                               | Pena Branca                   | Semente Caipira                   | - Bruno & Marrone - Acústico - Leonardo - Quero Colo - Roberta Miranda - Histórias de Amor - Sérgio Reis - Sérgio Reis - Rionegro & Solimões - Bate o Pé - Ao Vivo                                                                              |                |
| 2002                                               | Bruno & Marrone               | Acústico ao Vivo                  | - Zezé Di Camargo & Luciano - Zezé Di Camargo & Luciano - Marlon & Maicon - Marlon & Maicon - Rionegro & Solimões - Só Alegria - Trio Parada Dura - Brilhante                                                                                   |                |
| 2003                                               | Zezé Di Camargo & Luciano     | Zezé Di Camargo & Luciano         | - Bruno & Marrone - Minha Vida, Minha Música - Chitãozinho & Xororó - Festa do Interior - Edson & Hudson - Acústico Ao Vivo - Gian & Giovani - Tatuagem - Milionário & José Rico - O Dono do Mundo - Comitiva Brasil - 100% Sertanejo           | [ 1 ]          |
| A categoria não foi apresentada entre 2004 e 2008. |                               |                                   | |                |
| 2009                                               | Sérgio Reis                   | Coração Estradeiro                | - João Bosco & Vinícius - Curtição - Bruno & Marrone - De Volta aos Bares - Edson & Hudson - Despedida - César Menotti & Fabiano - Voz do Coração - Ao Vivo - Victor & Leo - Borboletas                                                         |                |
| Década de 2010                                     |                               |                                   | |                |
| 2010                                               | Zezé Di Camargo & Luciano     | Double Face                       | - João Bosco & Vinícius - Coração Apaixonou - Chitãozinho & Xororó - Se For Pra Ser Feliz - Leonardo - Esse Alguém Sou Eu - César Menotti & Fabiano - Retrato - Ao Vivo no Estúdio - Luan Santana - Ao Vivo - Victor & Leo - Ao Vivo e em Cores |                |
| 2011                                               | João Bosco & Vinícius         | João Bosco & Vinícius             | - Paula Fernandes - Ao Vivo - Leonardo - Alucinação - Roberta Miranda - Sorrir Faz a Vida Valer - Michel Teló - Ao Vivo |                |
| 2012                                               | Chitãozinho & Xororó          | 40 Anos - Sinfônico               | - Daniel - Pra Ser Feliz - Fernando & Sorocaba - Acústico na Ópera de Arame - Paula Fernandes - Meus Encantos - Luan Santana - Quando Chega a Noite - Michel Teló - Na Balada - Victor & Leo - Amor de Alma                                     |                |
| 2013                                               | Victor & Leo                  | Ao Vivo em Floripa                | - João Bosco & Vinícius - A Festa - Jorge & Mateus - A Hora é Agora - Ao Vivo em Jurerê - Marcos & Belutti - Cores - Michel Teló - Sunset |                |
| 2014                                               | Sérgio Reis                   | Questão de Tempo                  | - Chitãozinho & Xororó - Do Tamanho do Nosso Amor - Ao Vivo - Paula Fernandes - Multishow Ao Vivo – Um Ser Amor - Rick & Renner - Bom de Dança - Vol. 2 - Victor & Leo - Viva por Mim                                                           |                |
| 2015                                               | Renato Teixeira e Sérgio Reis | Amizade Sincera II                | - Jorge & Mateus - Os Anjos Cantam - Leonardo e Eduardo Costa - Cabaré - Michel Teló - Bem Sertanejo - Victor & Leo - Irmãos |                |
| 2016                                               | Paula Fernandes               | Amanhecer                         | - Leonardo - Bar do Leo - Lucas Lucco - Adivinha - Michel Teló - Baile do Teló - João Victor - Sóis | [ 2 ] [ 3 ]    |
| 2017                                               | Daniel                        | Daniel                            | - Day & Lara - (...) - Luan Santana - 1977 - Marília Mendonça - Realidade - Ao Vivo em Manaus - Simone & Simaria - Live | [ 4 ] [ 5 ]    |
| 2018                                               | Chitãozinho & Xororó          | Elas em Evidências                | - Solange Almeida - Sentimento de Mulher - As Galvão - 70 Anos - Naiara Azevedo - Contraste - Zezé Di Camargo & Luciano - Dois Tempos - Parte 2 - Fernando & Sorocaba - Sou do Interior - Ao Vivo - Michel Teló - Bem Sertanejo - O Show        | [ 6 ] [ 7 ]    |
| 2019                                               | Marília Mendonça              | Todos os Cantos                   | - Paula Fernandes - Hora Certa - Francis & Felipe - Francis & Felipe - Luan Santana - Live-Móvel - Mano Walter - Ao Vivo em São Paulo | [ 8 ] [ 9 ]    |
| Década de 2020                                     |                               |                                   | |                |
| 2020                                               | Paula Fernandes               | Origens                           | - Fernando & Sorocaba - Isso é Churrasco - Ao Vivo - Lauana Prado - Livre, Vol. 1 - Michel Teló - Churrasco do Teló, Vol. 2 - Zé Neto & Cristiano - Por Mais Beijos ao Vivo                                                                     | [ 10 ] [ 11 ]  |
| 2021                                               | Chitãozinho & Xororó          | Tempo de Romance                  | - Daniel – Daniel em Casa - Marília Mendonça e Maiara & Maraísa – Patroas - Os Barões da Pisadinha – Conquistas - Michel Teló – Pra Ouvir No Fone                                                                                               | [ 12 ]         |
| 2022                                               | Chitãozinho & Xororó          | Chitãozinho e Xororó Legado       | - Marília Mendonça e Maiara & Maraísa – Patroas 35% - Lauana Prado – Natural - Matheus & Kauan – Expectativa x Realidade - Gabeu – Agropoc | [ 13 ] [ 14 ]  |
| 2023                                               | Marília Mendonça              | Decretos Reais                    | - Chitãozinho & Xororó — Ao Vivo no Radio City Music Hall Nova Iorque - Daniel — 40 Anos - Celebra João Paulo & Daniel - Jorge & Mateus — É Simples Assim (Ao Vivo) - Lauana Prado — Raiz                                                       | [ 15 ]         |
| 2024                                               | Ana Castela                   | Boiadeira Internacional (Ao Vivo) | - Paraíso Particular (Ao Vivo) – Gusttavo Lima - Cintilante (Ao Vivo) – Simone Mendes - Raiz Goiânia (Ao Vivo) – Lauana Prado - Luan City 2.0 (Ao Vivo) – Luan Santana                                                                          | [ 16 ]         |

## Resumo

### Múltiplas vitórias
- Chitãozinho & Xororó – 4
- Sérgio Reis – 4
- Zezé Di Camargo & Luciano – 2
- Paula Fernandes – 2
- Marília Mendonça – 2

### Múltiplas indicações
- Chitãozinho & Xororó – 8
- Michel Teló – 8
- Leonardo – 6
- Paula Fernandes – 6
- Victor & Leo – 6
- Marília Mendonça – 5
- Sérgio Reis – 5
- Zezé Di Camargo & Luciano – 5
- Bruno & Marrone – 4
- Daniel – 4
- João Bosco & Vinícius – 4
- Luan Santana – 4
- Fernando & Sorocaba – 3
- Jorge & Mateus – 3
- Lauana Prado – 3
- Roberta Miranda – 3
- César Menotti & Fabiano – 2
- Rionegro & Solimões – 2
- Edson & Hudson – 2